# Złotniki (stacja kolejowa)
Złotniki – stacja kolejowa we wsi Złotniki, leżąca na linii kolejowej nr 354 Poznań POD - Piła Główna.

## Ruch pasażerski
| Rok  | Wymiana pasażerska na dobę |
| ---- | -------------------------- |
| 2017 | –                          |
| 2022 | 100-149                    |

W 2018 powstał przy stacji węzeł przesiadkowy: 70 miejsc postojowych dla samochodów, 30 miejsc dla rowerów z wiatą, zatoki z przystankami autobusowymi i monitoring wizyjny. Zakupiono też niskoemisyjne autobusy obsługujące węzeł. W 2021 zrewitalizowano budynek dworcowy z zachowaniem jego oryginalnego charakteru architektonicznego. W obiekcie ulokowano poczekalnię, siedzibę Straży Gminnej i bibliotekę.